# Leefbaarheidsindex
De leefbaarheidsindex is een perceptieschaal. Het vormt het hart van een onderzoeksinstrument waarmee, op kwalitatieve (focusgroepen) en kwantitatieve wijze (survey), gegevens worden verzameld over: de wijkbewoners zelf, hun beoordeling van de leefbaarheid in de wijk alsmede de sterke en zwakke punten in hun woonomgeving.
Dit begrip is tot stand gekomen door Atrivé, de Vlaamse overheidsadministratie en de stad Antwerpen.